# Extraterestre în ilegalitate
Illegal Aliens este un film din 2007 în care interpretează Anna Nicole Smith și Joanie Laurer. Aceast film gen comedie / științifico-fantastic este realizat după tiparul filmelor clasice B din anii 1980. A fost programat să apară în magazinele de specialitate pe 1 mai 2007, dar din cauza decesului actriței Anna Nicole Smith a apărut în februarie 2007 și este, prin urmare, ultimul ei film. A fost distribuit de MTI Home Video. 

## Povestea
Ghidați de un mentor holografic, trei extratereștri iau forma unor femei frumoase americane în scopul de a opri un terorist intergalactic (Joanie Laurer) de la distrugerea Pământului. Cei trei extratereștri sunt dispuși să folosească orice truc și orice ținută sexy în garderoba lor pentru a-și îndeplini misiunea. Filmul este un fel de Îngerii lui Charlie științifico-fantastic cu un dram de Bărbații în negru.

## Distribuție
- Anna Nicole Smith - Lucy
- Joanie Laurer - Rex
- Lenise Soren Arhivat în 30 august 2010, la Wayback Machine. - Cameron
- Gladys Jimenez - Drew
- Patrick Burleigh - Max Sperling
- Dennis Lemoine - Ray
- Mark 'Woody' Keppel - Vinnie
- Michael J. Valentine - Valentine

## Echipa de producție
- Mary Beth French - producător
- David Giancola - regizor, producător executiv
- John James - producător executiv
- Zorinah Juan - producător
- Kevin Rapf - producător
- Anna Nicole Smith - producător
- Daniel Smith - producător asociat
- Edgewood Studios - compania de producție
- Jessica Oulton - machiaj

## Vezi și
- Listă de filme SF de comedie